# Ermida de São Miguel Arcanjo
A Ermida de São Miguel Arcanjo é uma ermida portuguesa edificada na localidade da Ribeira da Areia, freguesia de Norte Grande, concelho de Velas, na ilha açoriana de São Jorge.
Trata-se de uma ermida bastante antiga, cuja construção terminou em 1633, tendo sido aberta ao culto religioso no dia 5 de Fevereiro de 1634.
Devido a tremores de terra teve de ser restaurada, a primeira vez em 1825, e a segunda em 1910. Apresenta-se com uma fachada talhada em cantaria de pedra basáltica de qualidade. A torre sineira é rematada por um pináculo.